# Windsor Heights (Iowa)
Windsor Heights – miasto w Stanach Zjednoczonych, w stanie Iowa, w hrabstwie Polk. Zgodnie ze spisem statystycznym z 2000 roku, miasto liczyło 4 805 mieszkańców.